# Thomas Didillon
Thomas Didillon (ur. 28 listopada 1995 w Seclin) – francuski piłkarz występujący na pozycji bramkarza w monakijskim klubie AS Monaco, do którego jest wypożyczony z Cercle Brugge.